# Шаховской, Алексей Иванович (1821)
Князь Алексей Иванович Шаховской (9 (21) марта 1821 — 20 января (1 февраля) 1900) — русский генерал, участник Кавказских походов и русско-турецкой войны 1877—1878 гг., старший сын князя И. Л. Шаховского.

## Биография
Родился в Москве 9 (21) марта 1821 года, крещён 13 марта в церкви Богоявления Господня в Елохове при восприемстве дяди князя А. Л. Шаховского и бабушки графини Е. А. Мусиной-Пушкиной. На службу поступил в 1837 году в одну из лёгких батарей лейб-гвардии конной артиллерии, в офицеры произведён 19 апреля 1842 года. Боевой опыт приобрёл на Кавказе в борьбе с горцами. За отличия получил орден св. Анны 3-й степени с бантом (в 1848 году) и золотую саблю с надписью «За храбрость» (в 1850 году).
В 1854 году был произведён в полковники и 18 ноября назначен флигель-адъютантом. Командовал Староингерманландским пехотным полком (1855-1857) и лейб-гвардии 1-м стрелковым Его Величества батальоном (1855-1861).
17 апреля 1860 года произведён в генерал-майоры свиты, а 27 марта 1866 года — в генерал-лейтенанты (со старшинством от 20 мая 1868 года). За это время он получил ордена св. Владимира 3-й степени (в 1864 году), св. Станислава 1-й степени (в 1869 году) и св. Анны 1-й степени (в 1871 году).
Перед русско-турецкой войной был назначен командиром новосформированного 11-го армейского корпуса и действовал в составе Нижне-Дунайского отряда. Командовал корпусом с 01.11.1876 по 05.01.1879.
С 1885 года в чине генерала от инфантерии числился по запасным войскам. Скончался 20 января (1 февраля) 1900 года в Санкт-Петербурге. Был похоронен в Новодевичьем монастыре, «под собором».

## Семья
Жена (с 20 января 1852 года) — Софья Александровна Олсуфьева (03.07.1830—03.05.1882), фрейлина двора, дочь А. Д. Олсуфьева и племянница графа В. Д. Олсуфьева. Активная деятельница Красного Креста и сестра милосердия. Скончалась в Тифлисе. Дети:
- Мария (19.01.1855[4]—1910), жена князя Н. К. Шаховского.
- Софья (18.01.1857[5]— ?)
- Леонтий (Леонид) (1859—1918), гвардии полковник, убит в Пятигорске большевиками, через год погиб и его сын Иван.
- Екатерина (1861[6]— ?) — жена капитана 2-го ранга Николая Александровича Кроуна (1858—1904).
- Владимир (31.03.1863; Париж — 1918), гвардии полковник, убит вместе с братом.
- Елизавета (24.12.1867—28.10.1950; Париж), с 23 мая 1890 года жена князя П. М. Волконского, у них сын Михаил.